# 圣洛朗-罗什福尔
圣洛朗-罗什福尔（法語：Saint-Laurent-Rochefort，法語發音：[sɛ̃ loʁɑ̃ ʁɔʃfɔʁ]）是法国卢瓦尔省的一个市镇，位于该省西部，属于蒙布里松区。该市镇总面积15.6平方公里，2015年时的人口为242人。

## 交通
卢瓦尔省省道D21线经过镇中心，D1089线经过境内东北部。

## 人口
圣洛朗-罗什福尔人口变化图示